# Anhidrit

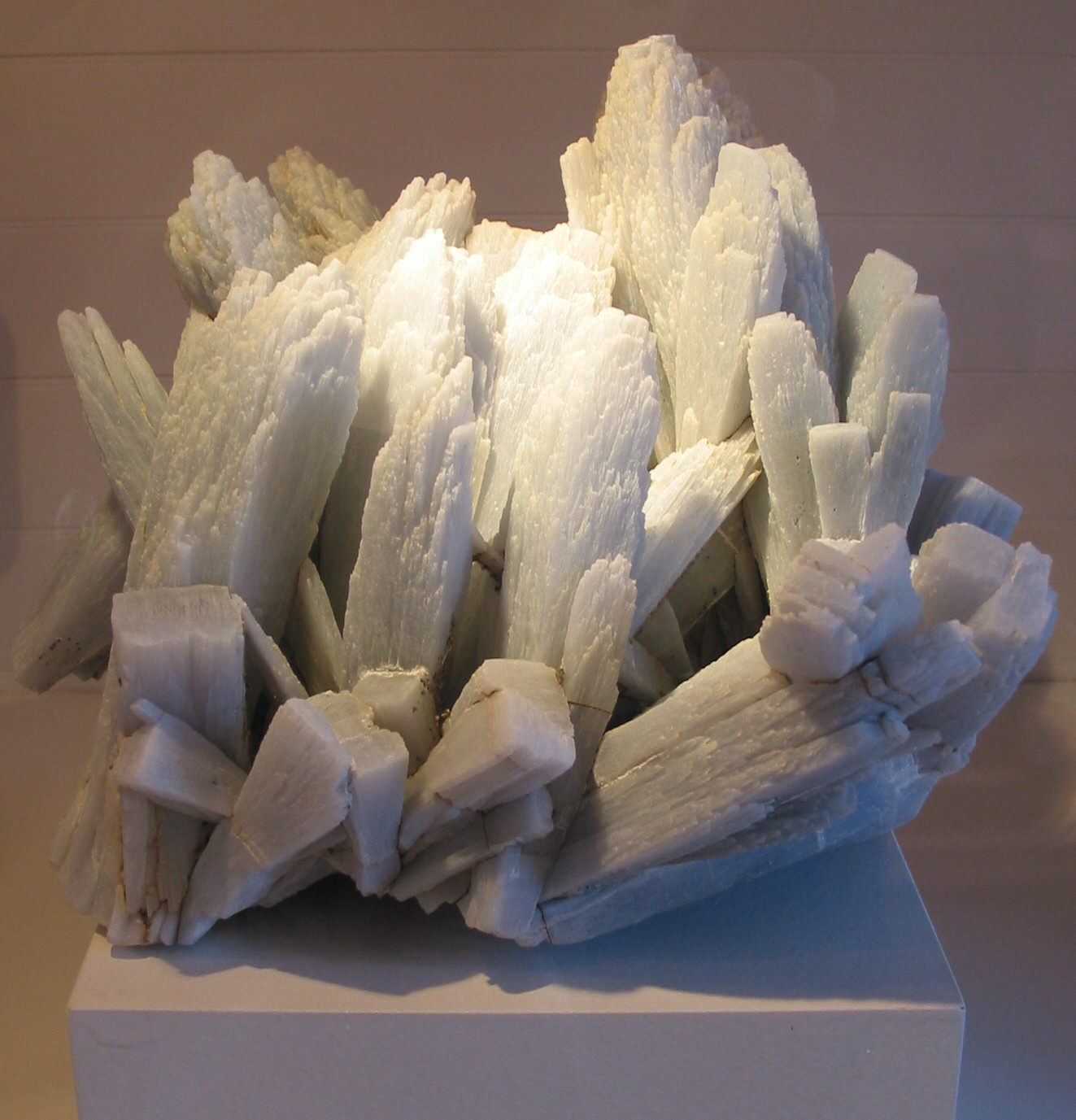
Anhidrit

Anhidritul (greacă anhydros: fără apă) este un mineral care, la fel ca ghipsul, este compus din sulfat de calciu anhidru, având formula chimică CaSO4. 

## Descriere
Se prezintă în natură sub formă cristalizată în sistemul ortorombic sau ca agregate granulare.
Spre deosebire de ghips, anhidritul nu conține apă de cristalizare. 
Anhidritul nu este izomorf ortorombic cu alți sulfați, cum ar fi celestina (sulfat de stronțiu) sau baritina (sulfat de bariu), în ciuda proprietăților formulelor chimice. 
Cristalele distinct dezvoltate sunt destul de rare, iar mineralul se prezintă, de obicei, sub formă de mase clivate.
Duritatea este de 3,5 pe scara de duritate Mohs, iar greutatea specifică este de 2,9. 
Culoarea anhidritului este albă, dar uneori poate apărea în culori ca gri, albastru-bleu sau violet. 
Luciul este perlat sau vitros.
Când atinge apa, anhidritul se transformă în ghips, cu formula chimică CaSO4·2H2O, absorbind apa respectivă. 
Mineralele asociate ale anhidritului sunt calcitul, halitul sau sulfați ca galena, calcopirita, molibdenitul sau cu pirita în depozite aluvionare.

## Apariție și răspândire
Anhidritul se găsește frecvent în roci evaporitice, cu depozite de ghips; el a fost descoperit în anul 1794, într-o mină de sare din apropierea orașului Hall din Tirol. 
Ghipsul s-a format, la rândul lui, prin alterarea anhidritului; acesta a absorbit apa atmosferică și și-a adăugat moleculele în compoziție.
Într-o soluție apoasă de sulfat de calciu, se depun cristale de ghips. Însă, dacă la soluție se adaugă sodiu sau clorură de potasiu, iar reacția are loc la temperatura de 40 °C, sulfatul de calciu se depune sub formă nehidratată, sau anhidrit. Aceasta a fost una dintre câteva metode de preparare artificială a anhidritului și este identică cu metoda naturală, unde anhidritul se formează în bazine sărate.

## Etimologie
Numele anhidritului a fost introdus de A.G.Werner în 1804 și face referire la lipsa apei din compoziția mineralului.
Alte nume: muriacit și karstenit.